# Саборна црква Светог Николе (Бангкок)
Саборна црква Светог Николаја Чудотворца, или Николајевски сабор (тајски: อาสนวหารแหงนกบญนโคลสสหารแหงนกบญนโคลสสลสสฯ) је црквена зграда Руске православне цркве Московске патријаршије која се налази у Бангкоку, Тајланд. Храм је подигнут одлуком Светог Синода Руске православне цркве 29. децембра 1999. године. Истом одлуком за настојатеља храма је изабран архимандрит Олег (Черепанин), свештеник Епархије јарославске.
Парохија којој припада ова црква је од 2000 до 2016. године била домаћин представништву Руске православне цркве у Краљевини Тајланд.
Храм у Бангкоку изграђен је на земљишту које је купила Фондација Православне Цркве на Тајланду. Куповина земљишта и изградња обављени су донацијама парохијана и локалних руских предузетника. Прва руска православна парохија, која је отворена у главном граду ове земље 1999. године, налазила се у изнајмљеној згради. Црква Светог Николе у Бангкоку постала је шеста православна црква која тренутно функционише на Тајланду.

## Назив
Саборни храм Светог Николаја Чудотворца, у Бангкоку носи име Светог и Чудотворног Николаја...који се прочуо по многим очигледним и тајним чудима, о којима су вековима сведочили они који су молитвама Светитељу пред његовом чудотворном иконом добили испуњењем онога што су тражили - исцељење од тешких недаћа и болести. уређење мирног породичног живота, помоћ у тешким материјалним и другим животним околностима.

## Историја
Православље на Тајланду  је хришћанска деноминација која је се јавила у овој земљи у 20. веку. Православље као веру прихватило је око 0,002% становништва земље (1 хиљада људи 2010. године), не рачунајући православне вернике који долазе у земљу на одмор или службено у њој бораве. Православља у Тајланду пропагира Епархија тајландска, која је под јурисдикцијом Московске патријаршије и која организационо обједињује већину православних хришћана у овој држави.

### Први контакти са православљем
Године 1863. године дошло је до првих контаката између Руса и Сијамаца - морнари два руска брода посетили су главни град Сијама, Бангкок. У наредним деценијама сијамско тло посећивали су морнари, путници и дипломате из Русије, представници краљевске куће Романових и вође будистичке сангхе источног Сибира.
О прелазу из 19. у 20. век, може се говорити као о периоду у коме је дошло до контактима двеју земаља у области проучавању међусобних културних феномена.
Тадашња Русија је била једна од најјачих сила на свету, а православље је била државна религија у земљи, али Руска православна црква никада себи није дозволила бесцеремонијално, насилно мешање у политички, културни и верски живот Тајланда (Сијама). То је због чињенице да је Русија првобитно формирана као евроазијска мултинационална држава, била програмирана самом стварношћу да признаје и поштује друге културне и верске традиције.
Посебну улогу у развоју руско-сијамских односа одиграла је посета Сијаму наследника - цесаревича Николаја Александровича, будућег цара Николаја II који је у периоду од 1890.до 1891. путовао по земљама Истока. и 19-24. марта 1891. на позив краља Чулалонгкорна (Рама В), посетио Бангкок. Следио је и њихов нови сусрет у Санкт Петербургу 1897. године.
Истовремено, у Санкт Петербургу је постигнут договор о успостављању дипломатских односа између две земље. Током посете, неколико десетина Сијамаца упознало се са историјским и културним знаменитостима Санкт Петербурга и Москве, први пут сазнало о Православљу. Сам краљ Чулалонгкорн, принц-наследник Вачиравуд, други принчеви, министри, чланови краљеве пратње, између осталог, посетили су Саборну цркву Христа Спаситеља, храмове Московског Кремља, гробницу породице Романов у Новоспаски манастир.

### Оснивање парохије
Од средине 1990-их, све већи број Руса се настанио на Тајланду. Због тога су убрзо Патријарх московски и целе Русије Алексије II и ДКП Московске Патријаршије почели да добијају велики број писама у којима се тражило духовно руковођење православним верницима који живе и раде у Краљевини Тајланд.
У јуну 1999. игумен Олег (Черепанин) је послат у Краљевину Тајланд. Три месеца касније вратио се у Русију са извештајем, након кога је убрзо враћен да организује парохију у Бангкоку. Било му је потребно осам година, да у сарадњи са тајландском владом, добије званично признање за Руску православну цркву 2008. године, а данас надгледа десет цркава на Тајланду, као и три у Камбоџи и једну у Лаосу.
Дана 28. децембра 1999. године, Свети синод Руске православне цркве, након што је саслушао извештај поглавара ДЕЦР, митрополита смоленског и калињинградског Кирила (Гундјајева), одлучио је „да се у граду Бангкоку (Тајланд) формира парохија Руске православне цркве – у којој је игуман Олег  (Черепанина) постављен за игумена.
Стигавши на Тајланд, игумен Олег је, прво, обишао сва руска представништва и комерцијална предузећа како би се лично упознао са будућом паством, а обаво је и званичне посете амбасадорима православних земаља акредитованим у Бангкоку. Изванредни и опуномоћени амбасадор Грчке у Тајланду одбио је да се састане са руским свештеником, сматрајући да је Тајланд подручје пастирске одговорности Цариградске патријаршије. Односи са руском амбасадом такође се у почетку нису развијали.
Као што је Мишел де Валери, један од првих парохијана, приметио: „Отац Олег је неко време морао да држи службе испод дрвета манга због бројних потешкоћа са просторијама. Прва црква налазила се у некадашњој згради канцеларије УН”. Према речима архимандрита Олега: „Заједница се окупљала буквално једна по једна. У почетку су углавном долазили запослени у руској амбасади и запослени у УН који су служили по доживотним уговорима“ .
Значајну помоћ за парохију остварен је након сусрета игумана Олега са власником значајног имања у Бангкоку Саманчитом Ткамовитом. Према мемоарима игумана Олега (Черепанина):
„Са неком врстом интуиције, упознали смо госпођу Саманчит Тамовит, угледну старицу, власницу значајних некретнина у престижној области Бангкока, поред краљевске резиденције. . Зашто је била прожета симпатијама и разумевањем за нас, тешко је објаснити. За православље у то време нико није знао, сви су нас доживљавали са опрезом. Чак су и локални хришћани питали: „Да ли православни верују у Христа?“ И тако, без регистрације, само на основу права на личну својину ова Тајланђанка по вери будиста, омогућила је да уредимо први привремени храм у Бангкоку”.

### Први храм
Саманчит Тамовит је свето-Николајевској парохији обезбедила комад земље на коме су се налазиле две стамбене зграде. У једном од којих је првобитно подигнут храм у име Светог Николаја Чудотворца. Након уређења и улепшавања храма, одмах се приступило статутарним службама и формирању православне заједнице Бангкока.
Врло брзо, парохија је престала да се састоји искључиво од досељеника из бившег СССР-а. Захваљујући отправнику послова Румуније на Тајланду, Константину Сурескуу и његовој супрузи Корнелији, Румуни су почели активно да посећују парохију. Поред тога, 5. августа 2001. године игуман Олег је крстио прву Тајланку, Данају Вану.
Свети Синод Руске православне цркве је 27. децембра 2001. године при Никољској парохији основао Представништво Руске православне цркве у Краљевини Тајланд са задатком да духовно негује православну паству у суседној Камбоџи и Лаосу .
Покушаји игумана Олега да региструје парохију у почетку су пропали: тајландске власти су ускратиле државно признање Руске православне цркве на Тајланду као нове верске конфесије. Томе је допринело и прилично строго верско законодавство земље, као и опрезност тајландских власти према Русији наслеђена из совјетских времена. Нормализацији положаја православне парохије у Бангкоку и јачању поверења у њу допринели су:
- архипастирско путовање митрополита Кирила (Гундјајева) у Тајланд,
- писмо поглавара Традиционалне санге Русије Хамбо ламе Дамба Ајушејева краљу Тајланда са молбом за државно признање Руске православне цркве на Тајланду 2002. године,
- државн посет руског председника Владимира Путина 2003. године и узвратна државна посетом Русији тајландске краљице Сирикит у јулу 2007. године.

Парохија је 2005. године успела да подигне малу засебну цркву. Богослужења су се обављала свакодневно: радним данима у 7.00 и 19.00 часова, недељом – у 7.00 и 9.30 часова и вечерња богослужења у 19.00 часова.
Све је више Тајланђана долазило у храм. Ако је неко од њих изразио жељу да се крсти, онда је игуман Олег најпре разговарао са њим, дао им јеванђеље и хришћанску литературу, како би будућег верника припремио да свесно прими крштење.
Дана 13. децембра 2007. године храм је посетио заменик председавајућег ДЕЦР Московске Патријаршије епископ јегорјевски Марко (Головков).
Тајландске власти су почетком 2008. године, имајући у виду дугогодишњу активност православне заједнице на Тајланду, препознале то као корисно, и да је у складу са интересима Краљевине, за јачање морала и моралних основа друштва. Дана 20. јуна 2008. године Тајланд је одлучено да региструје православну заједницу на Тајланду, као правно лице у формату јавног фонда са називом "มลนธ ชาว ครสตศาสนก ชน ออรโธดอกซ ออรโธดอกซ ออน ประเทศ ไทย“ („Православна хришћанска црква на Тајланду“ ). Седиште Фондације Православне Цркве на Тајланду након тога се налазило у парохији Светог Николе.
Дана 20. јула 2008. године одржан је састанак парохијског сабора Никољског храма на коме је донета одлука о потреби куповине парцеле у Бангкоку у власништво парохије и изградње православне цркве на том простору.
Дана 19. децембра 2009. године, на дан сећања на Светог Николу, у храму је богослужење одслужила већа група свештенства, која је допутовала у Бангкок поводом прославе 10. годишњице Православља на Тајланду:
- председавајући. Одељења за спољне црквене односе Московске Патријаршије, Архиепископ волоколамски Иларион (Алфејев),
- настојатељ храма у име Дионисија Поздњајевапротојереја,
- Ректор храма Свете Тројице у Улан Батору Јереј Алексије Трубач,
- Ректор Цркве у име равноапостолног кнеза Владимира у Џакарти јеромонах Јоасаф (Тандибиланг),
- клирик Успенске парохије у Сингапуру Јереј Александар Донденко,
- помоћник председавајућег ДЕЦР протођакон Владимир Назаркин.

На Божанственој Литургији архиепископ Иларион је уздигао клирике Никољског храма игумена Олега (Черепанина) у чин архимандрита и доделио јереју Данила Вану право ношења кесе .
Током 2010. године, часопис Нескучни Сад овако је описао живот парохије:
„Испред двери храма у Бангкоку у славу Светог Николе уздиже се планина опанци, а унутар зграде шамарају босе ноге парохијана. плочице. И настојатељ храма отац Олег служи без обуће, али у црним чарапама. Разлог за овакво понашање лежи у посебном односу Тајланђана према ногама, које се у култури земље сматрају најпрљавијим и најнижим делом тела. <...> Уместо „ Господе, помилуј„на јектенијама се чује „Господе, помилуј“. Парохијани певају сви заједно, користећи штампани текст службе. Углавном су то етнички Руси и њихови супружници Тајланђани, али у парохији има и говорника енглеског, Грка, Румуна. <> Служба се одржава наизменично на тајландском, енглеском и црквенословенском, при чему овај последњи преовладава. Моле се за здравље краљевске куће Тајланда. Као таква, у храму нема кутије за свеће, свеће леже у кутији без икакве назнаке „препорученог износа прилога“, а поред ње је шоља.
Локални архитекта дизајнирао је храм са пет купола. Као што је архимандрит Олег (Черепанин) приметио:
У Тајланду постоји закон који забрањује одређене професије странцима. Само Тајланђани могу да се баве архитектуром у краљевству. Дакле, немамо другог избора осим да користимо услуге локалног специјалисте. <...> Архитекта који данас ради са нама је већ припремио пројекте за цркве Руске православне цркве које се данас налазе у земљи. Израдио је и пројекат будуће цркве Светог Николе у Бангкоку. Показали смо му слике са погледима на храм које бисмо желели да имамо, а он је све отелотворио у пројекту, узимајући у обзир све тајландске карактеристике и локалне грађевинске стандарде.
Дана 1. јануара 2012. године расписана је акција прикупљања средстава за куповину комада земље и изградњу сопственог храма. Архимандрит Олег (Черепанин) описао је ту ситуацију на следећи начин:
„данас имамо цркве у Патаји, на Пукетуи другде на Тајланду, док је Бангкок и даље веома мало изнајмљено место. То више не одговара ни статусу наше Цркве у земљи, ни потребама саме заједнице, пошто је последњих година порасла. Поред тога, због болести власнице имовине, права на просторију коју смо ми изнајмили пренета су на њену нећаку. Али испоставило се да није била тако скрупулозна у погледу закупа као њена тетка, а соба за изнајмљивање почела је да расте прилично нагло и довољно често. Стога, упркос чињеници да нисмо завршили изградњу храмова на Кох Самуију и Патаји, одлучено је да се почне са изградњом храма у Бангкоку и позабави се куповином земљишта.
Септембра 2012. Државна комисија за архитектуру и изградњу округа Бангкока одобрила је дизајн храма и других храмских зграда, али је од Православне цркве на Тајланду затражено да унесе неке измене у пројекат. Главна промена тицала се изградње темеља храма, јер изградња објеката изнад 15 метара предвиђа потребу за земљотресно отпорним темељима. Одлучено је да се изврше неопходне измене у пројекту храма и позове архитекта да доради пројекат, узимајући у обзир коментаре.
Дана 20. децембра 2012. године, архимандрит Олег (Черепанин), уз саслужење свештенства православних парохија у Тајланду, јереја Данаја (Данила) Ванна, јереја Романа Бичкова и јерођакона Михаила (Цепела), извршио је Чин за темељ храма на градилиште.
Дана 29. јануара 2014. године, поводом завршетка изградње, архимандрит Олег се обратио речима захвалности пастви, ктиторима и добротворима храма.
Дана 16. фебруара 2014. године Архиепископ јегорјевски Марко (Головков), начелник Канцеларије Московске Патријаршије за институције у иностранству, предводио је освећење храма последњег дана своје архипастирске посете Тајланду и Камбоџи. Обред освећења храма обављен је испред реликвијара достављеног из Русије са честицом моштију Светог Николаја Чудотворца. Наиме са благословом Његовог Преосвештенства Епископа Богородског Антонија, старешине УЗУ МП, на Тајланд је из Италије стигао ђакон Јевгениј Петров, који је уручио честицу Светих моштију светог Николаја Чудотворца, које ће остати у храму на трајно чување.
При саборном храму 14. септембра 2014. године почела је са радом Недељна школа за децу узраста од 6 до 12 година. Пре тога, отворене су православне недељне школе на Пукету и Кох Самуију на Тајланду.
Дана 29. новембра 2017. године Саборну цркву Светог Николе посетила је принцеза Тајланда Маха Чакри Сириндхорн, која је присуствовала богослужењу и упознала се са православним светињама храма.
Дана 4. децембра 2018. године почела је изградња капеле посвечене Светом Сергију Радоњешком на левој страни саборног храма. Потреба за изградњом споредне капеле настала је због учесталости богослужења у Саборном храму, као и све израженије потребе да се недељом и празником служе две Литургије истовремено, посебно у дане празника Рођења Христовог и Васкрса. Осим тога, сматрало се да је економичније користити пролазну цркву радним данима, са малим бројем ходочасника, уместо да се користи цела катедрала.
Дана 30. априла 2019. године почела је изградња бочне олтарске цркве у част Светог Сергија Радоњешког, након које је  25. октобра 2021. године, указом Патријарха Кирила, горска Николајевска црква у Бангкоку добила статус Саборне цркве Тајландске епархије.

## Значај
Према наводима једаног православног свештеника, из Бангкога...
Ако људи одлазе у друге земље они то чине да се опусте и у њима само посећују света места, или да зараде, и у њима живе, па осечају потребу светилишта. Међутим када као туристи православци долазе на Тајланд они то често чине намерно због секса, дроге и других порока... људи овде не долазе да се моле, већ да би уживали у греху. Зато је овде теже радити, теже је окупљати људе око цркве... Али, као што видите, уз Божију помоћ успевамо.
Са више од милион руских туриста на Тајланд сваке године, и према наводима оца Олега да на Тајланду живи између 50 и100.000 исељеника барем са пола радног времена, није ни чудо што је православна епархија у Тајвану тако брзо расла.
Отац Олег инсистира на томе да улога РПЦ на Тајвану није да некога преобрати или прозелитизира, већ да би помогла и изградњи односа међу народима. У том смислу црква је, у великој мери укључена у многе добротворне подухвате, као нпр. током поплава у Бангкоку 2010. године када је донирала милион бата жртвама, као и да је црква веома активна у добротворном раду, донирајући дечије болнице у Бангкок, домови за старе на Пукету и многи други активности у којима су укључени сиромашни и инвалиди.